# Cis bubalus
Cis bubalus es una especie de coleóptero de la familia Ciidae.

## Distribución geográfica
Habita en México y Guatemala.